# Зажималова, Эва
Эва Зажималова (чеш. Eva Zažímalová; род. 18 февраля 1955 года в Праге, Чехословакия) — чешская учёная-биохимик, действующий президент Академии наук Чешской Республики (с марта 2017 года).

## Биография и карьера
Родилась в 1955 году в Праге.
В 1974—1979 годах получила высшее образование на факультете естественных наук Карлова Университета в Праге со специализацией в биохимии.
С 1983 года работала в Институте экспериментальной ботаники Чехословацкой академии наук, где в том же году защитилась на учёную степень кандидата наук (ныне докторская степень) в области биологии со специализацией в физиологии растений. С 2004 по 2016 год заведовала лабораторией гормональной регуляции у растений; основная область научной работы — исследование ауксинов, их метаболизма, механизма действия и транспорта в растительных клетках. В 2003—2007 годах была заместителем директора института, с 2007 по 2012 год — возглавляла его, впоследствии осталась в его учёном совете, по совместительству работая в Биологическом центре АН ЧР.
В 2004 была назначена доцентом, а в 2013 — профессором по кафедре анатомии и физиологии растений факультета естественных наук Карлова Университета. Ведёт курсы магистерских и докторских программ Карлова университета и Южночешского университета в Ческе-Будеёвице. Является членом докторских и научных советов этих университетов, а также Университета Менделя в Брно и Университета Палацкого в Оломоуце.
15 октября 2016 года была выдвинута в качестве единственного кандидата и избрана при поддержке представителей 40 из 54 академических институтов на пост главы Академии наук Чешской Республики. В середине января 2017 года, это избрание было ратифицировано заседанием правительства, а 14 марта — утверждено президентом Чехии Милошем Земаном. Формально начала исполнять обязанностии президента академии 25 марта 2017 года.

## Награды
- Кавалер ордена Почётного легиона (2022 год, Франция)[6]